# Hongō (metropolitana di Nagoya)
Hongō (本郷駅?, Hongō-eki) è una stazione della metropolitana di Nagoya situata nel quartiere di Meitō-ku,a Nagoya, in Giappone, ed è servita dalla linea Higashiyama.

## Linee
Metropolitana di Nagoya
 Linea Higashiyama

## Struttura
La stazione possiede due marciapiedi laterali con due binari passanti su viadotto. I marciapiedi possiedono ascensori.
| 1 | Linea Higashiyama | per Fujigaoka                                        |
| 2 | Linea Higashiyama | per Chikusa, Sakae, Nagoya, Nakamura Kōen e Takabata |

## Stazioni adiacenti
| «                 | Servizio          | »                 |
| Linea Higashiyama | Linea Higashiyama | Linea Higashiyama |
| ----------------- | ----------------- | ----------------- |
| Kamiyashiro       | -                 | Fujigaoka         |